# William Higinbotham
William Higinbotham (ur. 25 października 1910 roku w Bridgeport w stanie Connecticut, zm. 10 listopada 1994 w Gainesville w stanie Georgia) – amerykański fizyk, autor gry komputerowej Tennis for Two.

## Życiorys
Higinbotham karierę naukową rozpoczął, biorąc udział w produkcji bomby atomowej w ramach projektu Manhattan. W 1947 roku podjął pracę w nowo założonym Brookhaven National Laboratory, w którym pracował do roku 1984. W 1958 roku opublikował w ramach dni otwartych laboratorium grę komputerową Tennis for Two, symulację tenisa stołowego wizualizowaną przy użyciu oscyloskopu. Jakkolwiek jej oryginał się nie zachował, została ona uznana za pierwszą grę komputerową w historii. Higinbotham nie afiszował się ze swoim dziełem i dopiero w 1983 roku za sprawą dziennikarza Davida Ahla został uhonorowany jako ojciec gier wideo.